# Urziceni-Pădure
Urziceni-Pădure (węg. Csanálosnagyerdő) – wieś w Rumunii, w okręgu Satu Mare, w gminie Urziceni. W 2011 roku liczyła 218 mieszkańców.